# Zentyal
Zentyal ist eine freie, auf Ubuntu LTS basierende Linux-Server-Distribution für Netzwerke von kleinerer bis mittlerer Größe, die eine Alternative zum Windows Small Business Server ist. Ab der Version 3.0 kann Zentyal aufgrund der Integration von Samba4 als vollständiger Ersatz für die Windows Server Active Directory dienen. Zentyal kann dabei verschiedenste Aufgaben aus den Bereichen Routing/Gateway, Sicherheit, Netzwerkinfrastruktur, Kollaborationssoftware und Kommunikation wahrnehmen. Die Administration der verschiedenen Aufgaben findet über ein einheitliches Webinterface statt.
Am 13. September 2012 wurde die Version 3.0 veröffentlicht, die auf Ubuntu 12.04 basiert. Diese Version 3.0 löst die Version 2.2 ab, die am 16. September 2011 veröffentlicht wurde und auf Ubuntu 10.04 basierte. Die Vorgängerversionen wurde unter der Bezeichnung eBox bekannt. Zentyal wird von der spanischen Open-Source-Firma eBox Technologies aus Saragossa entwickelt. Neben einer freien Communityversion („Zentyal for free“) bietet der Hersteller auch je eine kostenpflichtige Small Business- sowie eine Enterpriseedition an, die zusätzlich herstellerseitigen Support und Updates beinhalten. Daneben bietet der Hersteller auch kostenpflichtige Schulungen an.
Seit Februar 2022 steht Zentyal in Version 8.x, basierend auf Ubuntu 22.04 LTS, zur Verfügung.

## Funktionsumfang
Zentyal kann softwaretechnisch als vollwertiger Router dienen, dabei werden die Netfilter-Firewall aus dem Linux-Kernel, sowie der Proxy Squid (Caching und Filter) unterstützt. Weiterhin bietet Zentyal ein IDS sowie VPN an. Für die Datensicherheit sorgt ein Backupdienst und ein Antivirenscanner.
Die Netzwerkinfrastruktur unterstützt Zentyal linuxtypisch mit folgenden Produkten:
- DHCP-Server zur automatischen IP-Adressvergabe
- DNS-Server zur Namensauflösung
- VLan und mehrere Netzwerkadapter
- Webserver für Intranet
- NTP für die netzwerkgesteuerte Zeitadministration
- Virtuelle Private Netzwerke (VPN)
- Zertifizierungsstelle für eigene SSL-Zertifikate
- Domänencontroller und Verzeichnisdienst
- Druckserver
- Mail-Server[5]

Als Kollaborationssoftware ist die Groupwarelösung SOGo in Kombination mit OpenChange enthalten. Hierdurch werden die Protokolle MS Exchange, ActiveSync, IMAP, POP, CalDAV und CardDAV nativ unterstützt. Die zentrale Dateifreigabe erfolgt über Samba. Neben einer E-Mail-Lösung ist auch ein vollwertiger VoIP-Server sowie ein Server für Instant Messaging (XMPP) integriert.